# William C. McCauslen
William C. McCauslen (Steubenville, 1796 - Steubenville, 13 mars 1863) est un homme politique américain.